# Matías Nahuel
Matías Nahuel Leiva Esquivel (Rosário, 22 de novembro de 1996) é um futebolista argentino naturalizado espanhol que atua como ponta-esquerda. Atualmente joga no Śląsk Wrocław, da Polônia.